# De Beek (Asten)
De Beek is een buurtschap  in de gemeente Asten in de Nederlandse provincie Noord-Brabant. Het ligt ten westen van het dorp Asten, in de buurt van de buurtschappen Dijk, Vosselen en Bussel.
Dorpen: Asten · Heusden · Ommel

Buurtschappen: Achterbosch · Achterste Diesdonk · Behelp · Bussel · De Beek · De Berken · Dijk · Laarbroek · Oostappen · Rinkveld · Stegen · Voordeldonk · Voorste Diesdonk · Voorste-Heusden · Vosselen

Noord-Brabant: Steden en dorpen      Nederland: Provincies · Gemeenten